# Театър и опера
„Театър и опера“ е българско полумесечно театрално списание, издавано от Народния театър през 1921 – 1923 г.
Публикуват се статии относно театралната политика на Народния театър, литературни и театрални въпроси, очерци на български театрални дейци, история на българския театър, спомени и разкази. Списанието е препоръчано от Министерство на народното просвещение.
Отпечатва се в печатниците „С. М. Стайков“ и „Добруджа“.